# Metauro
Metauro (łac. Metaurus) – rzeka we Włoszech, na Półwyspie Apenińskim, w regionie Marche, w prowincji Pesaro e Urbino, dopływ Morza Adriatyckiego. Długość rzeki wynosi 110 km, a powierzchnia dorzecza 1400 km².
Źródła rzeki znajdują się w masywie Alpe della Luna, w Apeninach. Główne rzeki źródłowe – Meta (źródło u podnóża Bocca Trabaria, 1044 m n.p.m.) i Auro (źródło u podnóża Monte Maggiore, 1384 m n.p.m.) – zbiegają się w pobliżu miejscowości Borgo Pace, gdzie rzeka przyjmuje nazwę Metauro. Rzeka płynie w kierunku wschodnim i północno-wschodnim. Do Adriatyku uchodzi na południe od miasta Fano. Główne miejscowości nad rzeką to Mercatello sul Metauro, Sant’Angelo in Vado, Urbania, Fermignano, Fossombrone i Calcinelli.
W 207 roku p.n.e. nad rzeką, w jej dolnym biegu, rozegrała się bitwa nad Metaurusem, stanowiąca punkt zwrotny II wojny punickiej.